# Guido Vincenzi
Guido Vincenzi (14. červenec 1924 Quingentole, Italské království – 14. srpen 1997 Milán, Itálie) byl italský fotbalový obránce a trenér.
Fotbalovou kariéra začal v Reggianě, kde hrál tři roky. V roce 1953 odešel do Interu, kde začínal mezi náhradníky, ale i tak vyhrál v první sezoně titul (1953/54). Po pěti sezonách u Nerazzurri byl vyměněn do Sampdorie za Firmaniho. V novém klubu se stal nenahraditelným pilířem obrany. V sezoně 1960/61 skončil na 4. místě v lize. Konec kariéry ohlásil v roce 1969 ve 37 letech.
Za reprezentaci odehrál tři utkání. Byl na mistrovství světa 1954.
Po hráčské kariéře se stal trenérem a jeho největším úspěchem bylo vítězství třetí ligy v sezoně 1980/81 s Cremonese.

## Hráčská statistika
| Sezóna  | Klub      | Liga    | Liga   | Liga | Ligové poháry | Ligové poháry | Ligové poháry | Kontinentální poháry | Kontinentální poháry | Kontinentální poháry | Celkem | Celkem |
| Sezóna  | Klub      | Soutěž  | Zápasy | Góly | Soutěž        | Zápasy        | Góly          | Soutěž               | Zápasy               | Góly                 | Zápasy | Góly   |
| ------- | --------- | ------- | ------ | ---- | ------------- | ------------- | ------------- | -------------------- | -------------------- | -------------------- | ------ | ------ |
| 1950/51 | Reggiana  | Serie B | 5      | 0    | -             | 0             | 0             | -                    | 0                    | 0                    | 5      | 0      |
| 1951/52 | Reggiana  | Serie B | 28     | 0    | -             | 0             | 0             | -                    | 0                    | 0                    | 28     | 0      |
| 1952/53 | Reggiana  | Serie C | 31     | 0    | -             | 0             | 0             | -                    | 0                    | 0                    | 31     | 0      |
| 1953/54 | Inter     | Serie A | 18     | 1    | -             | 0             | 0             | -                    | 0                    | 0                    | 18     | 1      |
| 1954/55 | Inter     | Serie A | 18     | 0    | -             | 0             | 0             | -                    | 0                    | 0                    | 18     | 0      |
| 1955/56 | Inter     | Serie A | 25     | 0    | -             | 0             | 0             | -                    | 0                    | 0                    | 25     | 0      |
| 1956/57 | Inter     | Serie A | 12     | 1    | -             | 0             | 0             | -                    | 0                    | 0                    | 12     | 1      |
| 1957/58 | Inter     | Serie A | 28     | 2    | IP            | 6             | 0             | Vel.P                | 2                    | 0                    | 36     | 2      |
| 1958/59 | Sampdoria | Serie A | 32     | 0    | IP            | 4             | 0             | -                    | 0                    | 0                    | 36     | 0      |
| 1959/60 | Sampdoria | Serie A | 29     | 0    | IP            | 2             | 0             | -                    | 0                    | 0                    | 31     | 0      |
| 1960/61 | Sampdoria | Serie A | 33     | 1    | IP            | 2             | 0             | Stř.P                | 1                    | 0                    | 36     | 1      |
| 1961/62 | Sampdoria | Serie A | 34     | 5    | IP            | 1             | 0             | -                    | 0                    | 0                    | 35     | 5      |
| 1962/63 | Sampdoria | Serie A | 31     | 1    | IP            | 2             | 0             | Vel.P                | 4                    | 0                    | 37     | 1      |
| 1963/64 | Sampdoria | Serie A | 33     | 0    | IP            | 0             | 0             | -                    | 0                    | 0                    | 33     | 0      |
| 1964/65 | Sampdoria | Serie A | 32     | 0    | IP            | 1             | 0             | -                    | 0                    | 0                    | 33     | 0      |
| 1965/66 | Sampdoria | Serie A | 30     | 0    | IP            | 1             | 0             | -                    | 0                    | 0                    | 31     | 0      |
| 1966/67 | Sampdoria | Serie B | 36     | 0    | IP            | 3             | 0             | -                    | 0                    | 0                    | 39     | 0      |
| 1967/68 | Sampdoria | Serie A | 26     | 0    | IP            | 1             | 0             | -                    | 0                    | 0                    | 27     | 0      |
| 1968/69 | Sampdoria | Serie A | 17     | 1    | IP            | 3             | 0             | -                    | 0                    | 0                    | 20     | 1      |
| Celkem  | Celkem    | Celkem  | 466    | 12   | -             | 26            | 0             | -                    | 7                    | 0                    | 499    | 12     |

## Hráčské úspěchy

### Klubové
- 1× vítěz 1. italské ligy (1953/54)
- 1× vítěz 2. italské ligy (1966/67)

### Reprezentační
- 1× na MS (1954)